# Fujiyoshi Kaijiro
Fujiyoshi Kaijiro (藤吉皆二朗 Fujiyoshi, Kaijiro, sinh ngày 11 tháng 1 năm 1992 ở Tokyo) là một cầu thủ bóng đá người Nhật Bản thi đấu cho Nara Club.

## Thống kê câu lạc bộ
Cập nhật đến ngày 23 tháng 2 năm 2018.
| Thành tích câu lạc bộ | Thành tích câu lạc bộ | Thành tích câu lạc bộ | Giải vô địch | Giải vô địch | Cúp                   | Cúp                   | Tổng cộng | Tổng cộng |
| Mùa giải              | Câu lạc bộ            | Giải vô địch          | Số trận      | Bàn thắng    | Số trận               | Bàn thắng             | Số trận   | Bàn thắng |
| Nhật Bản              | Nhật Bản              | Nhật Bản              | Giải vô địch | Giải vô địch | Cúp Hoàng đế Nhật Bản | Cúp Hoàng đế Nhật Bản | Tổng cộng | Tổng cộng |
| --------------------- | --------------------- | --------------------- | ------------ | ------------ | --------------------- | --------------------- | --------- | --------- |
| 2010                  | Yokogawa Musashino    | JFL                   | 1            | 0            | –                     | –                     | 1         | 0         |
| 2011                  | Yokogawa Musashino    | JFL                   | 2            | 0            | –                     | –                     | 2         | 0         |
| 2012                  | Yokogawa Musashino    | JFL                   | 8            | 0            | 2                     | 0                     | 10        | 0         |
| 2013                  | Yokogawa Musashino    | JFL                   | 21           | 0            | 1                     | 0                     | 22        | 0         |
| 2014                  | SC Sagamihara         | J3 League             | 5            | 0            | –                     | –                     | 5         | 0         |
| 2015                  | SC Sagamihara         | J3 League             | 0            | 0            | –                     | –                     | 0         | 0         |
| 2016                  | SC Sagamihara         | J3 League             | 6            | 0            | –                     | –                     | 6         | 0         |
| 2017                  | SC Sagamihara         | J3 League             | 14           | 0            | –                     | –                     | 14        | 0         |
| Tổng cộng sự nghiệp   | Tổng cộng sự nghiệp   | Tổng cộng sự nghiệp   | 60           | 0            | 3                     | 0                     | 63        | 0         |